# Neanastatus aurivertex
Neanastatus aurivertex är en stekelart som beskrevs av Girault 1915. Neanastatus aurivertex ingår i släktet Neanastatus och familjen hoppglanssteklar. Inga underarter finns listade i Catalogue of Life.